# AN/FPS-117雷達

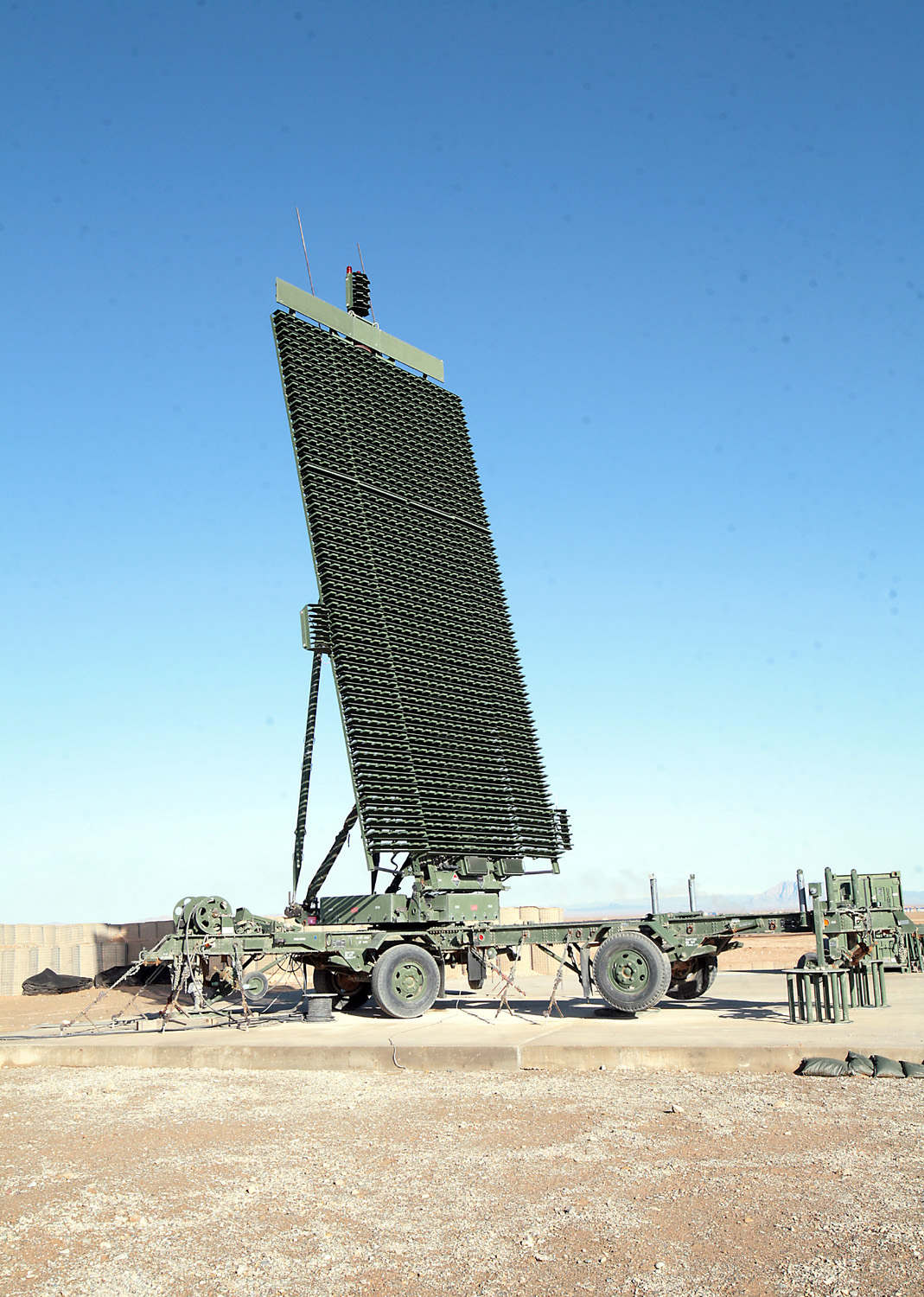
AN/TPS-59

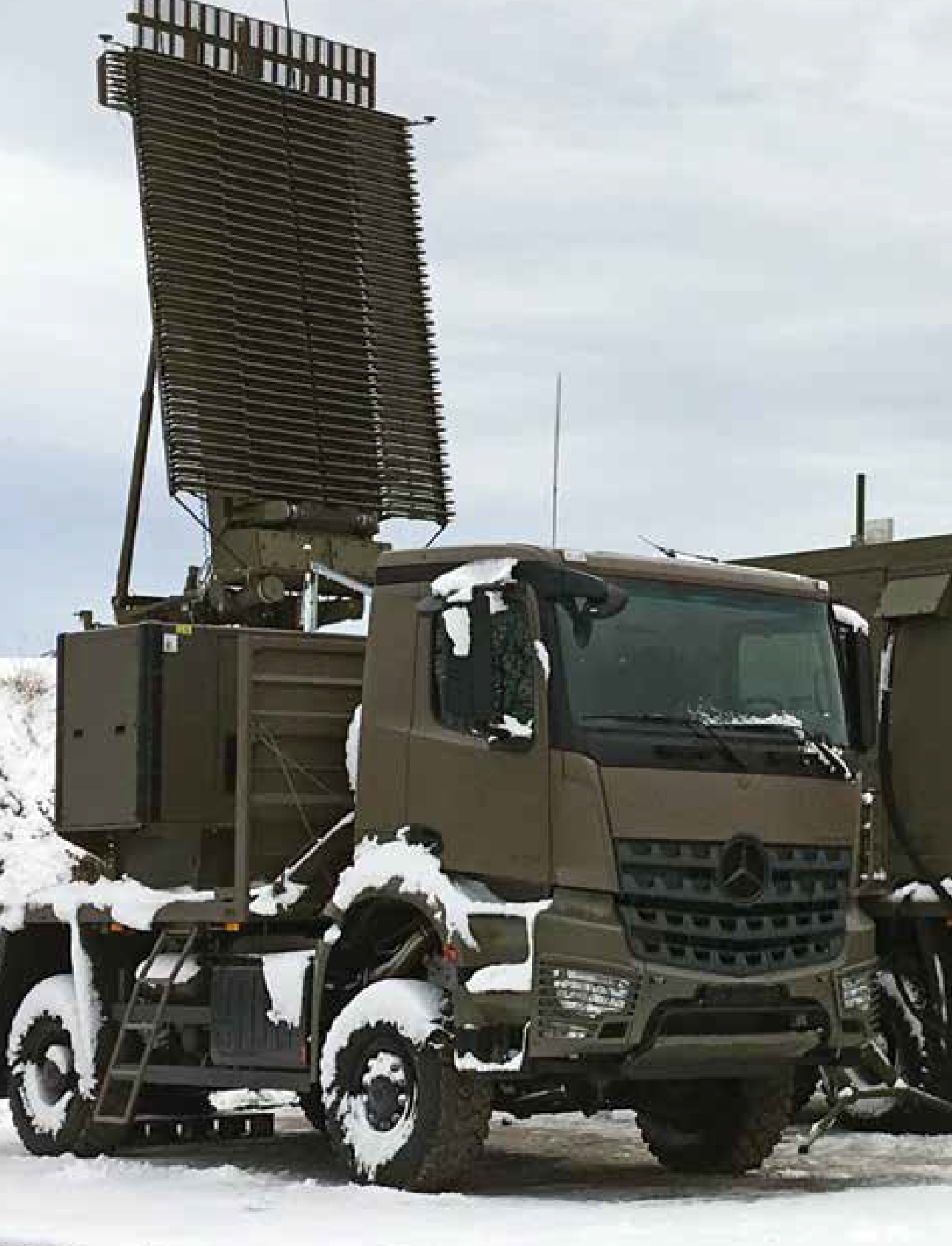
AN/TPS-77

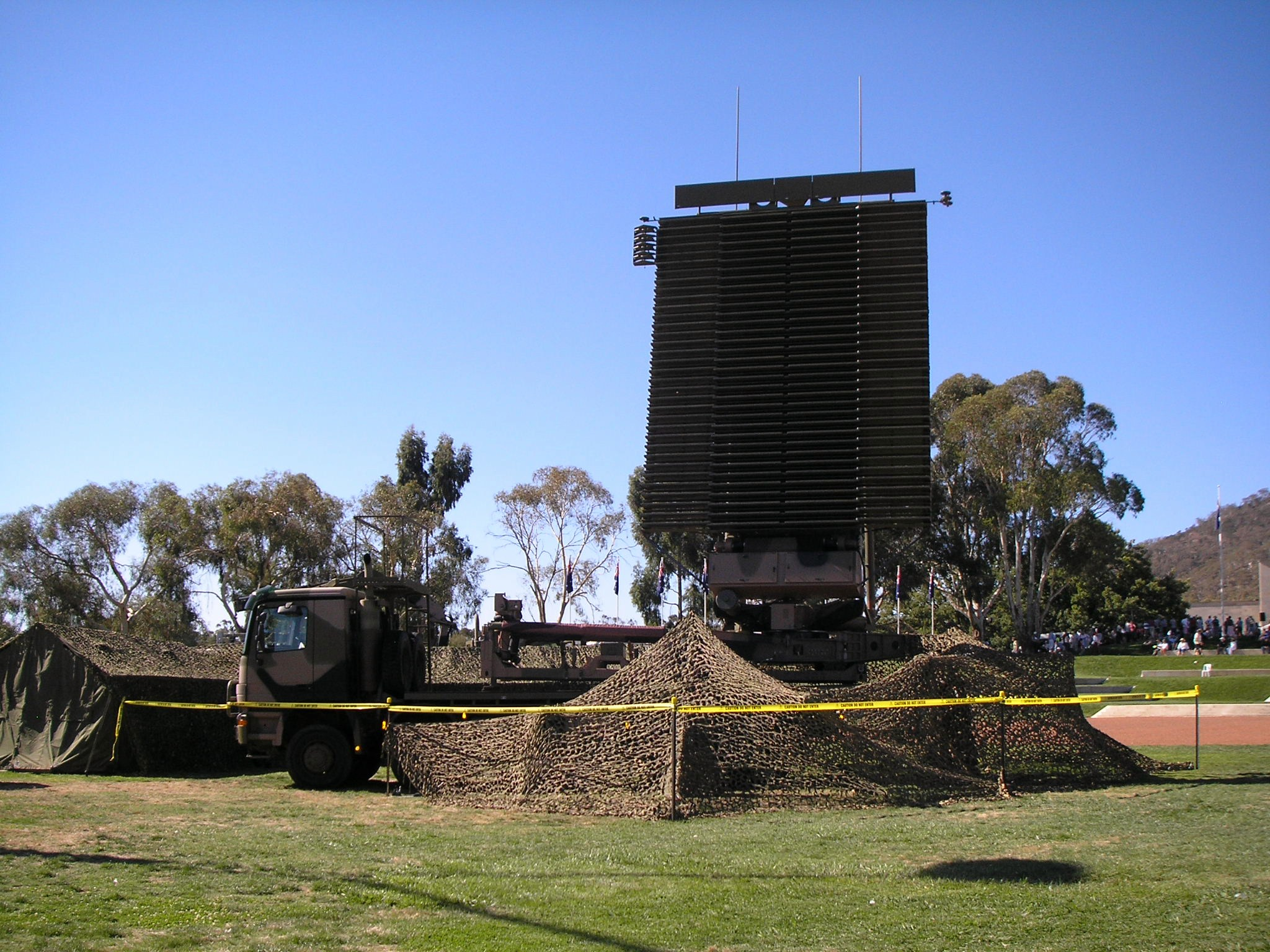
AN/TPS-117

AN/FPS-117是由洛克希德所設計與生產的3維長程防空雷達，除了美國以外，並且外銷到許多國家，目前除美國外有127具固定與移動款式於各國服役。

## 設計
AN/FPS-117雷達為全固態電路設計，使用L波段（1到2GHz）筆狀波束在天線的垂直面上掃描，工程師在設計時讓雷達於1215-1400 MHz中備有18個搜索頻道可供利用，並且以機械驅動的方式旋轉雷達天線，以達到360度的涵蓋範圍。雷達天線大小為7.3公尺 X 7.3公尺，表面共有44條線狀傳送陣列，每一排陣列由天線後方的電力供應單元提供發射需要的電源，接收單元也安裝在天線的背面，發射陣列產生的筆狀波束利用相位改變來達到20度的垂直掃描角。AN/FPS-117的設計架構與AN/TPS-59雷達非常相似。

## 性能
AN/FPS-117能夠對遠距離的飛行目標提供精確的位置資料，作為防空，導航協助，以及對地面支援或者是攔截空中目標的戰術管制。

## 延壽
在2011年，洛克希德·馬丁公司推出雷達的延壽計畫，藉由提升方案可延長FPS-117系列的操作壽命到2025年。

## 使用國
- 阿尔巴尼亚
- 比利时
- 巴西
- 加拿大：用於北美預警系統（英语：North Warning System）。
- 丹麦
- 爱沙尼亚：使用於波羅的海空中監視網（英语：Baltic Air Surveillance Network）。[1]
- 德国[2]
- 匈牙利
- 冰島
- 印度尼西亞
- 伊拉克
- 義大利
- 约旦
- 科威特
- 拉脫維亞：使用於波羅的海空中監視網（英语：Baltic Air Surveillance Network）。
- 立陶宛：使用於波羅的海空中監視網（英语：Baltic Air Surveillance Network）。
- 巴基斯坦
- 羅馬尼亞
- 沙烏地阿拉伯[3]
- 新加坡
- 中華民國為解決消失性商源，掌握低RCS值目標動態，增加早期預警時間並有效支援聯合防空作戰、截擊作戰及國土防衛作戰等任務，須提升現有戰管雷達整體偵搜能力，以利掌握低RCS值目標威脅，滿足新增指管任務的需求，2020年起將推動「TPS/FPS-117雷達性能提升案」。全案預計於109至115年度分年編列，將耗資14億8775萬7000元。完成後可提升早期預警能力，解決消失性商源，並完備低雷達截面積（RCS）相關資訊及相關介面控制文件，提升雷達機動性。[4]
- 泰國
- 土耳其
- 希腊
- 英国
- 美国：用於北美預警系統（英语：North Warning System）。[5]
- 乌克兰:2022年俄羅斯入侵烏克蘭由美國軍援16部。

## 資料來源
1. ↑  .   [2008-06-03]. （原始内容存档于2008-06-03）.
2. ↑  . Berliner Morgenpost. September 4, 2009  [September 4, 2017]. （原始内容存档于2019-03-27）.
3. ↑  . ASD News. December 26, 2008  [September 2, 2017]. （原始内容存档于2019-03-27）.
4. ↑  因應殲20威脅 空軍全面提升FPS-117雷達性能
5. ↑  John Keller. . Military & Aerospace Electronics. December 12, 2012  [September 2, 2017]. （原始内容存档于2019-03-27）.